# Рудий Володимир Данилович
Володимир Данилович Рудий (1 серпня 1927, Одеса — дата смерті невідома) — український художник; член Спілки радянських художників України з 1964 року. Батько художника Вадима Рудого.

## Біографія
Народився 1 серпня 1927 року в місті Одесі (нині Україна). 1958 року закінчив Одеське художнє училище, де навчався у Михайла Жука, Івана Гурського, Мартина Кордонського, Любові Токарєвої-Александрович.
Мешкав у Одесі в будинку на вулиці Івана Павлова, № 15, квартира № 10 та у будинку на вулиці Торговій, № 2, квартира № 3.

## Творчість
Працював в галузях декоративного мистецтва (художня кераміка) та станкового живопису. Серед робіт:
- декоративне блюдо з портретом Володимира Леніна (1960);
- ваза «Контраст» (1960);
- декоративна ваза з портретом Тараса Шевченка (1961);
- декоративне блюдо «Птахи» (1965);
- декоративна плитка «Сонечко» (1967);
- панно «Свято в болграді»  (1967)[1];
- серія панно для архітектурного центру Одеси (1979)[1];
- «Мадонна» (1982)[1];
- «Писхея» (1985)[1].

Брав участь у республіканських виставках з 1960 року.